# Jacques Paul Migne
Jacques Paul Migne [ejtsd: miny] (Saint-Flour, 1800. október 28. – Párizs, 1875. október 24.) francia hírlapíró és könyvkiadó.

## Élete
1824-ben lett pappá, de csak pár évig működött a lelkipásztorkodás terén, mert De la liberté című műve miatt nézeteltérések ütöttek ki közte és püspöke közt, emiatt Párizsba költözött. Itt alapította a L'Univers folyóiratot, amelynek a szerkesztését azonban nem sokáig vezette, mert Párizs mellett, Petit Montrouge-ban nagyszerű nyomdát alapított. Innen kerültek ki a katolikus hittudományi irodalom legkiválóbb remekei, így a több száz kötetre menő Patrologiae cursus stb., a latin sorozat (Patrologia Latina) 1844-től, a görög (Patrologia Graeca) 1857-től, az Encyclopédie théologique 169 kötetben, a szentírás, az egyházatyák külön kiadásai és majdnem az összes francia hittudósok és szónokok művei.

## Magyarul
- Három Miatyánk és fölajánlás, mely minden haldokló ker. kath. ember javára a legjobb sikerrel mondható el; Migne Abbé kiadványából magyarázta Jáky Ferenc; hav. kiad.; Rózsa Kálmán és neje, Bp., 1890 (Magyar szent imák és énekek)